# Jagten
Jagten er en dansk drama film fra 2012 instrueret af Thomas Vinterberg og med Mads Mikkelsen i hovedrollen. Historien foregår i en lille dansk landsby omkring jul og følger en mand, der bliver mål for massehysteri efter fejlagtigt at være beskyldt for at have seksuelt misbrugt et barn.
Filmen blev vist ved Toronto Film Festivalen og konkurrerede ved Filmfestivalen i Cannes i 2012, hvor Mads Mikkelsen vandt prisen som 'Bedste mandlige skuespiller'. Filmen blev desuden udvalgt til at konkurrere om Den Gyldne Palme. I oktober 2013 vandt filmen Nordisk Råds Filmpris. I januar 2014 blev filmen nomineret til en Oscar i kategorien "Bedste udenlandske film". I februar 2014 vandt filmen en Bodil i kategorien "Bedste Film".

## Handling
Filmen foregår i en lille dansk provinsby op til jul. Her er den 40-årige Lucas (Mads Mikkelsen) igen ved at få styr på sit liv efter en hård skilsmisse. Han har fået en ny kæreste, et nyt arbejde og er godt i gang med at genopbygge forholdet til sin teenagesøn Marcus.
Men snart går alt galt for ham, da han bliver mål for en løgn, der spreder sig som en virus. Løgnen går ud på, at han skulle have seksuelt misbrugt sin bedste vens datter. Chokket og mistroen løber løbsk, og det lille samfund befinder sig pludselig i en tilstand af kollektivt hysteri, alt imens Lucas ene mand kæmper for at bevare sit liv og sin værdighed.

## Medvirkende
- Mads Mikkelsen som Lucas
- Susse Wold som Grethe
- Thomas Bo Larsen som Theo
- Lars Ranthe som Bruun
- Anne Louise Hassing som Agnes
- Bjarne Henriksen som Ole
- Annika Wedderkopp som Klara
- Ole Dupont som godsejer Bruun senior
- Lasse Fogelstrøm som Marcus
- Alexandra Rapaport som Nadja

## Produktion
Det var børnepsykologen Søren Friis Smith der inspirerede Vinterberg til at lave Jagten. I vinteren 1999 kontaktede psykologen Vinterberg privat og roste ham for filmen Festen og sagde: "Du er simpelthen nødt til at fortælle den anden historie også". Psykologen gav Vinterberg en bunke avisartikler, videnskabelige rapporter og en række noter, han selv havde flettet sammen. Alt sammen handlede om sager, hvor anklagerne om pædofili havde været falske og hvor uskyldige var blevet forfulgt og stemplet med et brændemærke, som nærmest var umuligt at vaske af.
I vinteren 2007-08 krydsedes Vinterberg og Friis Smiths veje igen, da Vinterberg havde brug for psykologens ekspertise i privat sammenhæng – og Friis Smith spurgte ham, om han havde kigget det materiale igennem, som han fik otte år tidligere. Vinterberg blev overbevist om, at
materialet kunne filmatiseres.
Jagten er Vinterbergs tiende film.Den kom efter hans seneste anmelderroste og prisbelønnede Submarino fra 2010. Vinterberg og Tobias Lindholm skrev manuskriptet, mens Charlotte Bruus Christensen var cheffotograf på filmen. Filmen blev klippet af Anne Østerud og produceret af Morten Kaufmann og Sisse Graum Jørgensen for Zentropa.
Jagten havde et budget på 20 mio. kr. Det Danske Filminstitut støttede den med 7,5 millioner kroner, og den fik økonomisk støtte fra DR, Film i Väst, SVT, Eurimages, Svenska Filminstitutet og EUs Media-program. Filmen blev optaget fra den 4. november 2011 til den 21. december 2011 – bl.a. i den lille by Gadstrup nær Roskilde på Østsjælland.

## Udgivelse
Filmen havde premiere den 20. maj på 2012 på Filmfestivalen i Cannes, som den første dansk-sproget film i hovedkonkurrencen siden 1998. Mads Mikkelsen vandt prisen som 'Bedste mandlige skuespiller' for hans præstation i filmen. I Danmark fik Jagten biografpremiere den 10. januar 2013. Filmen blev udgivet på DVD og Blu-ray den 7. maj 2013. Jagten er også blevet solgt til 20 lande.

## Modtagelse

### Anmeldelser
Jagten blev modtaget med næsten kun gode anmeldelser.
- Nanna Frank Rasmussen fra Jyllands-Posten skrev: "Jagten" er en følelsesmæssig centrifugetur, der presser tårekanalerne og sætter de moralske refleksioner i svingninger.

- Kristian Lindberg fra Berlingske skrev: "'Jagten' er en film, der tåler både gensyn og sammenligning med Vinterbergs 'Festen', ikke mindst fordi vægten nu ligger på det modne indblik i karakterernes psykologi."

- Henrik Queitsch fra Ekstra Bladet skrev: en formfuldendt og gribende film med suverænt manuskriptarbejde... Der er skuespil i verdensklasse af især Mads Mikkelsen med en underspillet dirrende intensitet, men både Thomas Bo Larsen og Lars Ranthe ... bør også fremhæves."[15]

27 dage efter biografpremieren havde Jagten helt præcis solgt 509.379 billetter. Dermed overgik den Vinterbergs store publikumssucces Festen fra 1998, som opnåede et billetsalg på 403.000 billetter i de danske biografer. Den 14. marts 2013 havde Jagten solgt over 650.000 biografbilletter i Danmark – hvilket gjorde den til den fjerdemest sete danske spillefilm de sidste ti år, kun overgået af Klovn - The Movie, Hvidsten Gruppen og Flammen & Citronen.
Filmen er udpeget af en jury nedsat af Det danske filminstitut til den danske kandidat i kategorien Oscar for bedste udenlandske film.

### Priser og nomineringer
| Award                                                | Dato for ceremoni | Kategori                                                          | Modtager(e)                            | Resultat         |
| ---------------------------------------------------- | ----------------- | ----------------------------------------------------------------- | -------------------------------------- | ---------------- |
| Academy Awards                                       | 2. marts 2014     | Bedste udenlandske film                                           | Thomas Vinterberg                      | Nomineret        |
| Alliance of Women Film Journalists                   | 19. december 2013 | Bedste udenlandske film                                           | Thomas Vinterberg                      | Vundet           |
| Awards Circuit Community Awards                      | February 19, 2014 | Bedste udenlandske film                                           |                                        | Runner-up        |
| British Academy Film Awards                          | 10. februar 2013  | Bedste film på et ikke engelsk film                               |                                        | Nomineret        |
| British Independent Film Awards                      | 9. december 2012  | Best Foreign Independent Film                                     | Thomas Vinterberg                      | Vundet           |
| Bodilprisen                                          | 1. februar 2014   | Bedste danske film                                                |                                        | Vundet           |
| Bodilprisen                                          | 1. februar 2014   | Bedste mandlige skuespiller                                       | Mads Mikkelsen                         | Vundet           |
| Bodilprisen                                          | 1. februar 2014   | Bedste mandlige birolle                                           | Thomas Bo Larsen                       | Nomineret        |
| Bodilprisen                                          | 1. februar 2014   | Bedste mandlige birolle                                           | Lars Ranthe                            | Nomineret        |
| Bodilprisen                                          | 1. februar 2014   | Bedste kvindelige birolle                                         | Anne Louise Hassing                    | Nomineret        |
| Bodilprisen                                          | 1. februar 2014   | Bedste kvindelige birolle                                         | Susse Wold                             | Vundet           |
| Bodilprisen                                          | 1. februar 2014   | Bedste fotograf                                                   | Charlotte Bruus Christensen            | Vundet           |
| Filmfestivalen i Cannes                              | 27. maj 2012      | Bedste mandlige skuespiller                                       | Mads Mikkelsen                         | Vundet           |
| Filmfestivalen i Cannes                              | 27. maj 2012      | Prize of the Ecumenical Jury                                      | Thomas Vinterberg                      | Vundet           |
| Filmfestivalen i Cannes                              | 27. maj 2012      | Vulcan Award                                                      | Charlotte Bruus Christensen            | Vundet           |
| Filmfestivalen i Cannes                              | 27. maj 2012      | Palme d'Or                                                        | Thomas Vinterberg                      | Nomineret        |
| Chicago Film Critics Association Awards              | 16. december 2013 | Best Foreign Language Film                                        |                                        | Nomineret        |
| Chlotrudis Awards                                    | March 16, 2014    | Best Film                                                         |                                        | Skabelon:Pending |
| Chlotrudis Awards                                    | March 16, 2014    | Bedste instruktør                                                 | Thomas Vinterberg                      | Skabelon:Pending |
| Chlotrudis Awards                                    | March 16, 2014    | Bedste mandlige skuespiller                                       | Mads Mikkelsen                         | Skabelon:Pending |
| Chlotrudis Awards                                    | March 16, 2014    | Best Original Screenplay                                          | Thomas Vinterberg, Tobias Lindholm     | Skabelon:Pending |
| Critics' Choice Awards                               | 16. januar 2014   | Bedste udenlandske film                                           |                                        | Nomineret        |
| Denver Film Critics Society                          | 13. januar 2014   | Best Foreign Language Film                                        |                                        | Nomineret        |
| Dallas–Fort Worth Film Critics Association           | 16. december 2013 | Bedste udenlandske film                                           |                                        | Nomineret        |
| Satellite Awards                                     | 23. februar 2014  | Bedste udenlandske film                                           |                                        | Nomineret        |
| European Film Awards                                 | 1. december 2012  | bedste film                                                       | Thomas Vinterberg                      | Nomineret        |
| European Film Awards                                 | 1. december 2012  | Bedste instruktør                                                 | Thomas Vinterberg                      | Nomineret        |
| European Film Awards                                 | 1. december 2012  | Bedste mandlige skuespiller                                       | Mads Mikkelsen                         | Nomineret        |
| European Film Awards                                 | 1. december 2012  | Best Screenwriter                                                 | Thomas Vinterberg, Tobias Lindholm     | Vundet           |
| European Film Awards                                 | 1. december 2012  | Best Editor                                                       | Janus Billeskov Jansen, Anne Østerud   | Nomineret        |
| Golden Globe Awards                                  | 12. januar 2014   | Best Foreign Language Film                                        |                                        | Nomineret        |
| Independent Spirit Awards                            | 1. marts 2014     | Best Foreign Film                                                 |                                        | Nomineret        |
| London Film Critics Circle Awards                    | 20. januar 2013   | Actor of the Year                                                 | Mads Mikkelsen                         | Nomineret        |
| National Board of Review Awards                      | 4. december 2013  | Top Foreign Films                                                 |                                        | Vundet           |
| Nordic Council Film Prize                            | 30. oktober 2013  | Nordic Council Film Prize                                         | Thomas Vinterberg                      | Vundet           |
| North Carolina Film Critics Association              | 12. januar 2014   | Bedste udenlandske film                                           |                                        | Vundet           |
| Online Film Critics Society Awards                   | 16. december 2013 | Bedste mandlige skuespiller                                       | Mads Mikkelsen                         | Nomineret        |
| Phoenix Film Critics Society                         | 17. december 2013 | Bedste udenlandske film                                           |                                        | Nomineret        |
| Phoenix Film Critics Society                         | 17. december 2013 | Best Performance by A Youth in a Lead or Supporting Role - Female | Annika Wedderkopp                      | Nomineret        |
| Robert                                               | 27. januar 2014   | Bedste danske film                                                | Thomas Vinterberg                      | Vundet           |
| Robert                                               | 27. januar 2014   | Årets instruktør                                                  | Thomas Vinterberg                      | Vundet           |
| Robert                                               | 27. januar 2014   | Original manuskript                                               | Thomas Vinterberg,Tobias Lindholm      | Vundet           |
| Robert                                               | 27. januar 2014   | Mandlige hovedrolle                                               | Mads Mikkelsen                         | Vundet           |
| Robert                                               | 27. januar 2014   | Mandlige birolle                                                  | Thomas Bo Larsen                       | Nomineret        |
| Robert                                               | 27. januar 2014   | Kvindelige birolle                                                | Susse Wold                             | Vundet           |
| Robert                                               | 27. januar 2014   | Kvindelige birolle                                                | Anne Louise Hassing                    | Nomineret        |
| Robert                                               | 27. januar 2014   | Årets fotograf                                                    | Charlotte Bruus Christensen            | Nomineret        |
| Robert                                               | 27. januar 2014   | Best Editor                                                       | Anne Østerud, Janus Billeskov Jansen   | Vundet           |
| Robert                                               | 27. januar 2014   | Best Production Design                                            | Torben Stig Nielsen                    | Nomineret        |
| Robert                                               | 27. januar 2014   | Best Costume Design                                               | Manon Rasmussen                        | Nomineret        |
| Robert                                               | 27. januar 2014   | Bedste Make-Up                                                    | Bjørg Serup                            | Nomineret        |
| Robert                                               | 27. januar 2014   | Best Original Score                                               | Nikolaj Egelund                        | Nomineret        |
| Robert                                               | 27. januar 2014   | Best Sound                                                        | Kristian Eidnes Andersen, Thomas Jæger | Nomineret        |
| Robert                                               | 27. januar 2014   | Audience Award - Best Drama                                       | Thomas Vinterberg                      | Vundet           |
| St. Louis Gateway Film Critics Association Awards    | 16. december 2013 | Bedste udenlandske film                                           |                                        | Nomineret        |
| San Diego Film Critics Society Awards                | 11. december 2013 | Best Foreign Language Film                                        |                                        | Nomineret        |
| Toronto Film Critics Association                     | 16. december 2013 | Best Foreign Language Film                                        |                                        | Runner-up        |
| Vancouver International Film Festival                | 12. oktober 2012  | Rogers People’s Choice Award                                      | Thomas Vinterberg                      | Vundet           |
| Washington D.C. Area Film Critics Association Awards | 9. december 2013  | Best Foreign Language Film                                        |                                        | Nomineret        |